# سالی مک‌درمید
سالی مک‌درمید (انگلیسی: Sally McDermid؛ زادهٔ ۶ ژوئن ۱۹۶۵) ورزشکار سافت‌بال اهل استرالیا است.
وی در مسابقات کشوری و بین‌المللی در مجموع برندهٔ ۲ مدال برنز شده‌است.